# Fachhochschule Schloss Hohenfels
Die Fachhochschule Schloss Hohenfels (University of Applied Sciences) war eine staatlich anerkannte private Hochschule für Fachtherapien im Gesundheitswesen in Coburg (Bayern).

## Geschichte und Organisation
Im Jahr 2004 wurde die Fachhochschule Schloss Hohenfels gGmbH als Trägerorganisation für eine private Fachhochschule durch die Gesellschafter Klinikum Coburg gGmbH sowie die Medau-Schule gGmbH in Coburg gegründet. Das Bayerische Staatsministerium für Wissenschaft, Forschung und Kunst erteilte am 30. Dezember 2004 die staatliche Zulassung. Am 13. Januar 2005 trat die Grundordnung der Fachhochschule Schloss Hohenfels in Kraft. 2005 wurde zusätzlich das Deutsche Erwachsenen-Bildungswerk Gesellschafter, das nach dem Ausscheiden des Klinikums und der Medau-Schule Ende 2009 Alleingesellschafter war. Zuvor war im September 2009 Hans-Jochen Medau, der Präsident der Fachhochschule, zurückgetreten. Er warf dem Hauptgesellschafter, dem Deutschen Erwachsenen-Bildungswerk, nach dem Aussetzen des Studiengangs Logopädie wegen einer unzureichenden Zahl von Studienanfängern, eine unprofessionelle und eigennützige Führung der Hochschule vor.
Studienzentren wurden in Berlin, München, Günzburg und Recklinghausen unterhalten. Geschäftsführer und Präsident war Jürgen Bauer.

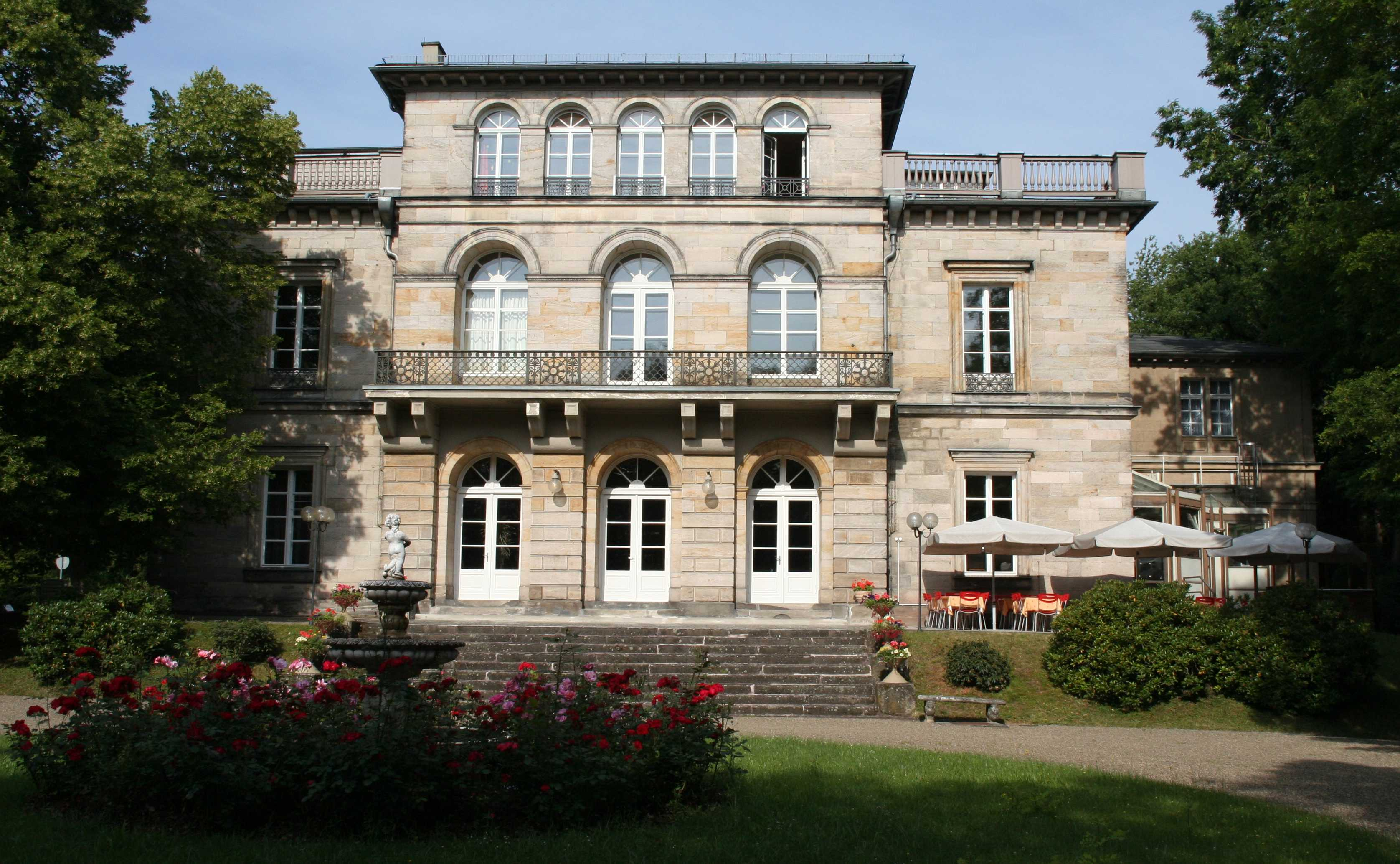
Schloss Hohenfels

Im August 2010 zog die Hochschule von Schloss Hohenfels in Coburg nach Bamberg, dem Hauptsitz des Bildungswerkes, um, wo in größeren Räumlichkeiten auch Vollzeitstudiengänge angeboten werden. Sie trug seit dem 15. März 2011 mit Zustimmung des Bayerischen Staatsministerium für Wissenschaft, Forschung und Kunst den neuen Namen Hochschule für angewandte Wissenschaften Bamberg – Private Hochschule für Gesundheit.

## Studiengänge
- Physiotherapie mit der Vertiefung „Pädagogik“ oder „Management“; Abschluss „Bachelor of Science“ (B.Sc.)
- Logopädie mit der Vertiefung „Pädagogik“ oder „Management“; Abschluss „Bachelor of Science“ (B.Sc.)

Ein großer Teil der Vorlesungen erfolgte per Internet. Die Lehrveranstaltungen fanden meist an Wochenenden statt.